# Соломон Арух
Соломон Арух, известен и като Саламо Арух (на иврит: שלמה ארוך), е еврейски боксьор от Егейска Македония, който оцелява по време на Холокоста, като забавлява нацистите в Аушвиц с боксьорските си умения. Неговият живот вдъхновява филма „Триумф на духа“ от 1989 година.

## Биография
Арух е роден в 1923 година в Солун, Гърция в голямо семейство, което включва още един син и три дъщери. На 17 години става шампион средна категория на Балканите в 1941 година, a след две години заедно със семейството си е изпратен в концлагера Аушвиц.
В Аушвиц Арух е затворник с номер 136954 и там участва в организирани от стражите боксови мачове срещу други затворници. Арух преживява войната и е освободен от Аушвиц на 17 януари 1945 година, но неговите родители и роднини не оцеляват в концлагера.
Животът на Соломон Арух вдъхновява сценарий за излезлия в 1989 година филм „Триумф на духа“. След излизането на филма друг евреин от Солун, Джак Разон, съди Арух и продуцентите на филма за над 20 милиона долара, твърдейки, че са откраднали историята на неговия живот и че Арух е преувеличил геройството си. В 1995 година филмовата компания постига споразумение с Разон, като му плаща 30 000 долара и делото е прекратено.
Соломон Арух умира на 86 години на 26 април 2009 година.